# Huaca Bandera
La Huaca Bandera es una zona arqueológica ubicado en el distrito de Pacora, provincia de Lambayeque, departamento de Lambayeque. Ocupa un área de 228 hectáreas ubicada en la parte baja del valle de La Leche-Motupe. Según los estudios sería un centro ceremonial que fue ocupada por los moches e inicios de los lambayeques.
El conjunto está construido en adobe y barro. Consta de dos pirámides mayores: huaca Bandera y huaca Blanca. Se puede observar una plaza y almacenes de alimentos y bienes. Se han encontraron murales policromos de la fase Mochica Tardío (850 D.C.). Cuenta con un Centro de Investigación.